# ローパー共鳴
ローパー共鳴（ローパーきょうめい、英: Roper resonance）とは、核子の励起状態（共鳴状態）の中で最も低い質量（エネルギー）をとるハドロン状態である。アップクォークとダウンクォークから構成され、質量は約1,440 MeV/c2、全崩壊幅は約300MeV/c2、核子と同様に全角運動量1/2、アイソスピン1/2、正パリティをとる。名称は発見者L. David Roperに由来し、便宜的には、N*(1440)、P11(1440)などとも表記される。
この共鳴の質量は、単純な構成子クォーク模型では予言できないため、長年の間、ハドロン物理学の理論研究における難問の一つとして知られている。

## 発見
ローパー共鳴は1963年、L. David Roperがローレンス・リバモア国立研究所 (LLNL) のコンピュータを用いてパイ中間子・核子散乱のデータを部分波解析することで初めて発見された。この研究は、当時マサチューセッツ工科大学 (MIT) の学生だったRoperの博士論文のために、MITのBernard Taub FeldとLLNLのMichael J. Moravcsikの指導の下で行われたが、FeldとMoravcsikはRoperに対して論文を単著で投稿するよう勧めた。当時はローパー共鳴を示唆するような理論はまだ提案されていなかったため、この発見は驚きをもって迎えられた。

## 理論
単純な構成子クォーク模型によって核子の質量を計算すると、正パリティの第一励起状態 (JP=1/2+) よりも負パリティの第一励起状態 (JP=1/2-) の質量の方が軽くなる。ところが、実際の実験においては、前者がローパー共鳴N(1440) P11、後者がN(1535) S11に対応しており、理論計算と比べてエネルギー準位の逆転が起きている。
この問題を打開するため、ローパー共鳴は通常の（クォーク3個からなる）バリオンとは異なる状態であるという理論が複数提案されており、グルーオン的励起、σ中間子と核子のハドロン分子状態、バリオンとペンタクォークの混合状態などの描像が予想されている。

## 実験
従来、ローパー共鳴はπN散乱またはγN散乱によって得られたデータを部分波解析することによってのみ確認されてきた。これはN(1440)の反応断面積がN(1520)やN(1535)のような他の励起状態と重なってしまい、N(1440)のみの情報を抽出することが困難となるためである。さらに、πN散乱やγN散乱ではアイソスピン1/2と3/2が混合するため、これら全ての核子励起状態はΔ(1232)による巨大なピークによってぼやかされる。このような事情により、ローパー共鳴を実験で直接的に観測するためには、何らかの方法を用いてアイソスピンの混合を分離する必要がある。

### 入射α粒子による核子の励起
陽子を標的とした(α,α')反応では、入射されるα粒子のアイソスピンがゼロであるため、アイソスピンの保存により入射粒子の中でのみΔ(1232)が励起し、標的である陽子はローパー共鳴へと励起する。

### J/ψ中間子の崩壊
2000年には、J/ψ中間子が核子・反核子・パイ中間子へと崩壊する反応において、アイソスピンが保存するため、πN系が純粋にアイソスピン1/2となり、ローパー共鳴が得られると提案された。この反応は後に行われた実験で実際に観測されており、ローパー共鳴に対応する質量と崩壊幅は1358±6±16MeV/c2、179±26±50MeV/c2という結果が得られている。

## リスト
| 名称                 | 記号         | クォーク組成 | PDG質量平均 (MeV/c2) | I   | JP   | Q (e) | S | C | B | T | 全崩壊幅 (MeV/c2) | 主な崩壊モードと分岐比            |
| -------------------- | ------------ | ------------ | -------------------- | --- | ---- | ----- | - | - | - | - | ----------------- | --------------------------------- |
| 核子（ローパー共鳴） | N(1440) P11+ | uud          | 1440                 | 1⁄2 | 1⁄2+ | +1    | 0 | 0 | 0 | 0 | 200 - 450         | N + π (55-75%) N + π + π (30-40%) |
| 核子（ローパー共鳴） | N(1440) P110 | udd          | 1440                 | 1⁄2 | 1⁄2+ | 0     | 0 | 0 | 0 | 0 | 200 - 450         | N + π (55-75%) N + π + π (30-40%) |